# Huta Stocka
Huta Stocka (lit. Stakų Ūta) − kolonia na Litwie, w okręgu wileńskim, w rejonie solecznickim, w gminie Soleczniki. W 2011 roku liczyła 2 mieszkańców.